# Miñiques
Miñiques è uno stratovulcano spento che si erge nel territorio del comune di San Pedro de Atacama, nella regione di Antofagasta, nella parte più settentrionale del Cile.

## Descrizione

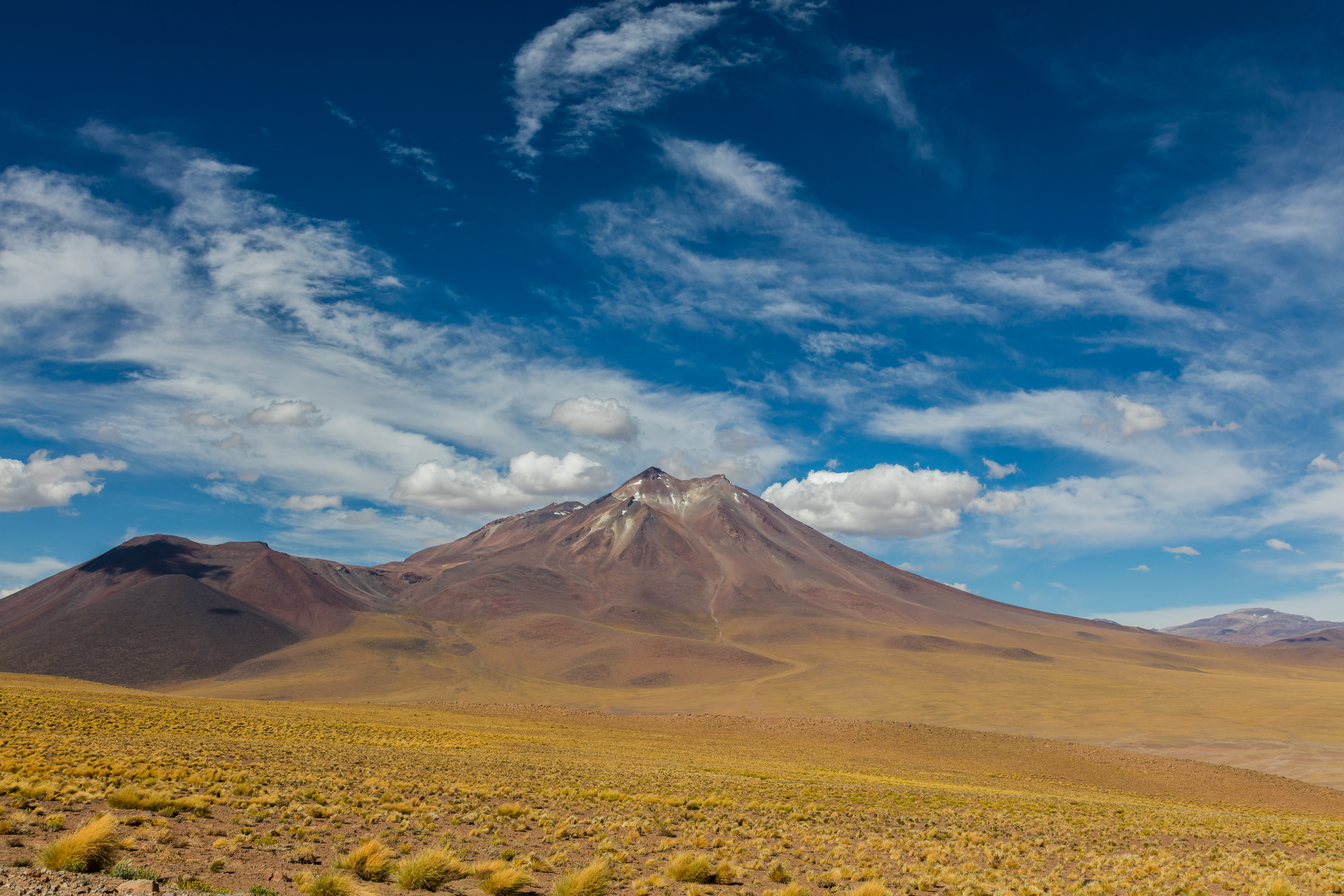
Vulcano Miñiques

Il complesso stratovulcanico, formatosi con eruzioni di andesite basaltica, è ubicato a sud della laguna omonima; ha un grande numero di crateri, duomi di lava e fiumi di lava e si eleva fino ad un'altitudine di 5910 slm. La cima del vulcano è composta da tre crateri posizionati in direzione est-ovest, mentre uno di essi si estende nel versante nord-orientale fino ai fianchi inferiori, separando la laguna omonima della vicina laguna Miscanti.
La montagna, situata a 21 km a sud del vulcano Chiliques e a 26 km a ovest del Cordón de Puntas Negras, è un'attrazione turistica cilena molto visitata, per la bellezza delle due lagune dell'altopiano che specchiano la montagna Miscanti. Si presume che il maggiore periodo di attività vulcanica sia stato dal Pliocene all'Olocene, mentre ora è considerato un vulcano estinto.

## Laguna
La laguna, situata 28 chilometri a sud-est di Socaire, si estende per una superficie di 1,50 km², all'altitudine di 4.115 s.l.m..
L'area naturale, che include anche la laguna di Miscanti, è gestita dalla Comunità Atacameña di Socaire congiuntamente alla Corporación Nacional Forestal (organizzazione privata non-profit che contribuisce allo sviluppo e sostenibilità delle risorse forestali cilene)

Panorama

## Fauna

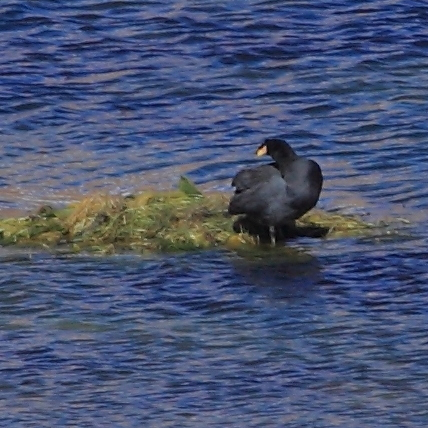
Esemplare di Folaga cornuta (Fulica cornuta) fotografata nella laguna di Miñiques

La fauna presente nella zona è composta principalmente da volatili (69 specie in totale), come la folaga cornuta o (in lingua kunza: wari), il fenicottero cileno, l'anatra crestata, l'alzavola marezzata, lo svasso argentato, il gabbiano delle Ande, il fringuello giallo verdastro, il minatore della puna e la poiana dorsorosso
I mammiferi sono presenti con 18 specie, di cui le più comuni sono la vigogna, il guanaco, la viscaccia Boliviana e la volpe delle Ande; vi sono altresì 6 specie di rettili e una di anfibi.

## Flora
La flora dell'area di Miscanti e Miñiques è composta principalmente da prati naturali di secano, chiamati pajonales e formati dai generi Deyeuxia, Festucae Stipa, e da arbusteti (chiamati localmente tolares) composti da Porastrefia e Fabiana. Nelle zone alte vi sono specie erbacee con proprietà medicinali, come la chachacoma (Senecio), il susurco (Mulinum), il pingo-pingo (Acantholippia) e altre.
Sui fondali delle lagune vi sono alghe filamentose dei generi Ruppia e Potamogetom, delle quali si alimentano alcuni volatili come la folaga cornuta, che nidifica nella zona. Nel periodo riproduttivo di questo rallidae (da luglio a dicembre), si introducono misure speciali di protezione della specie.

## Galleria d'immagini

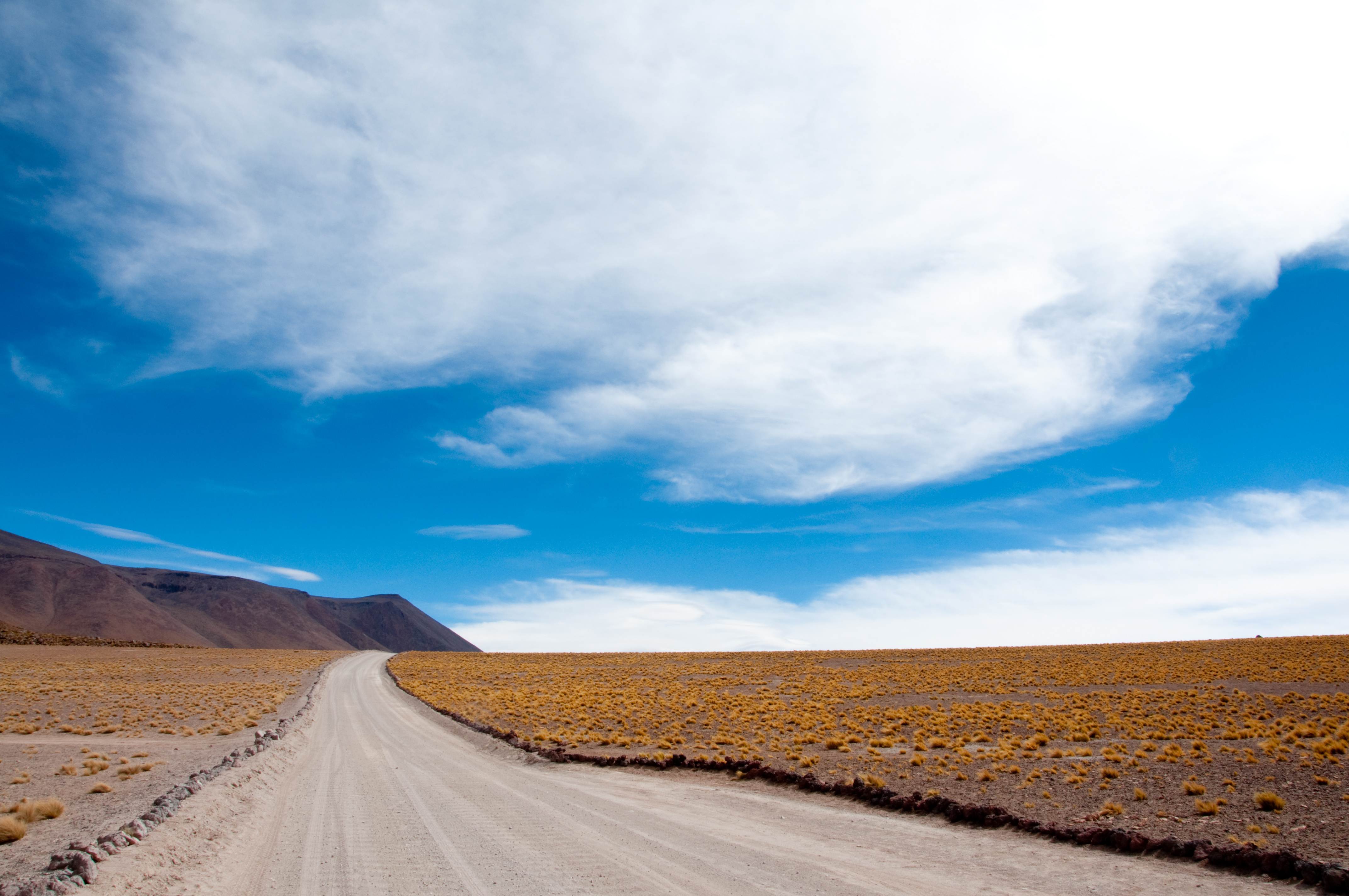
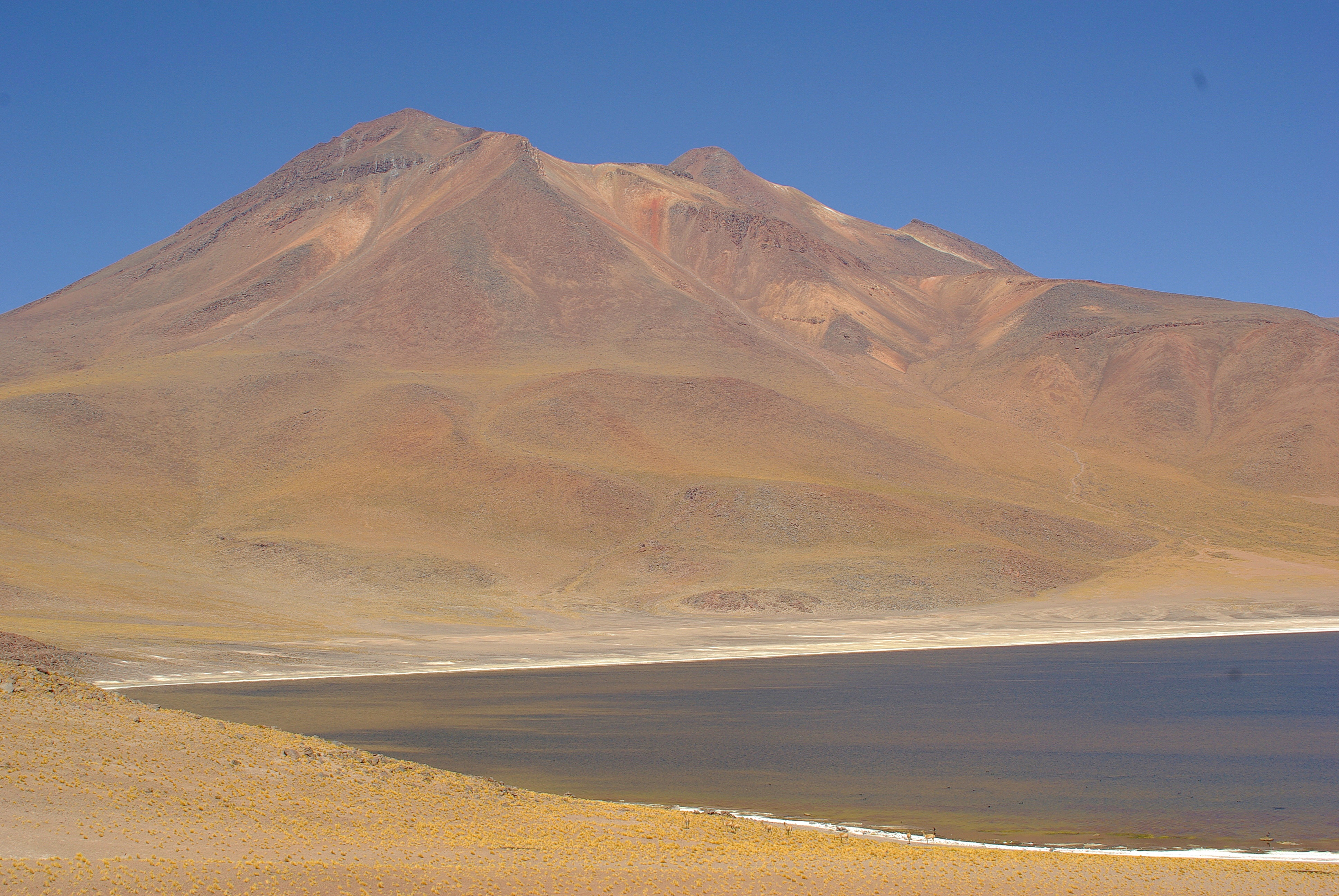
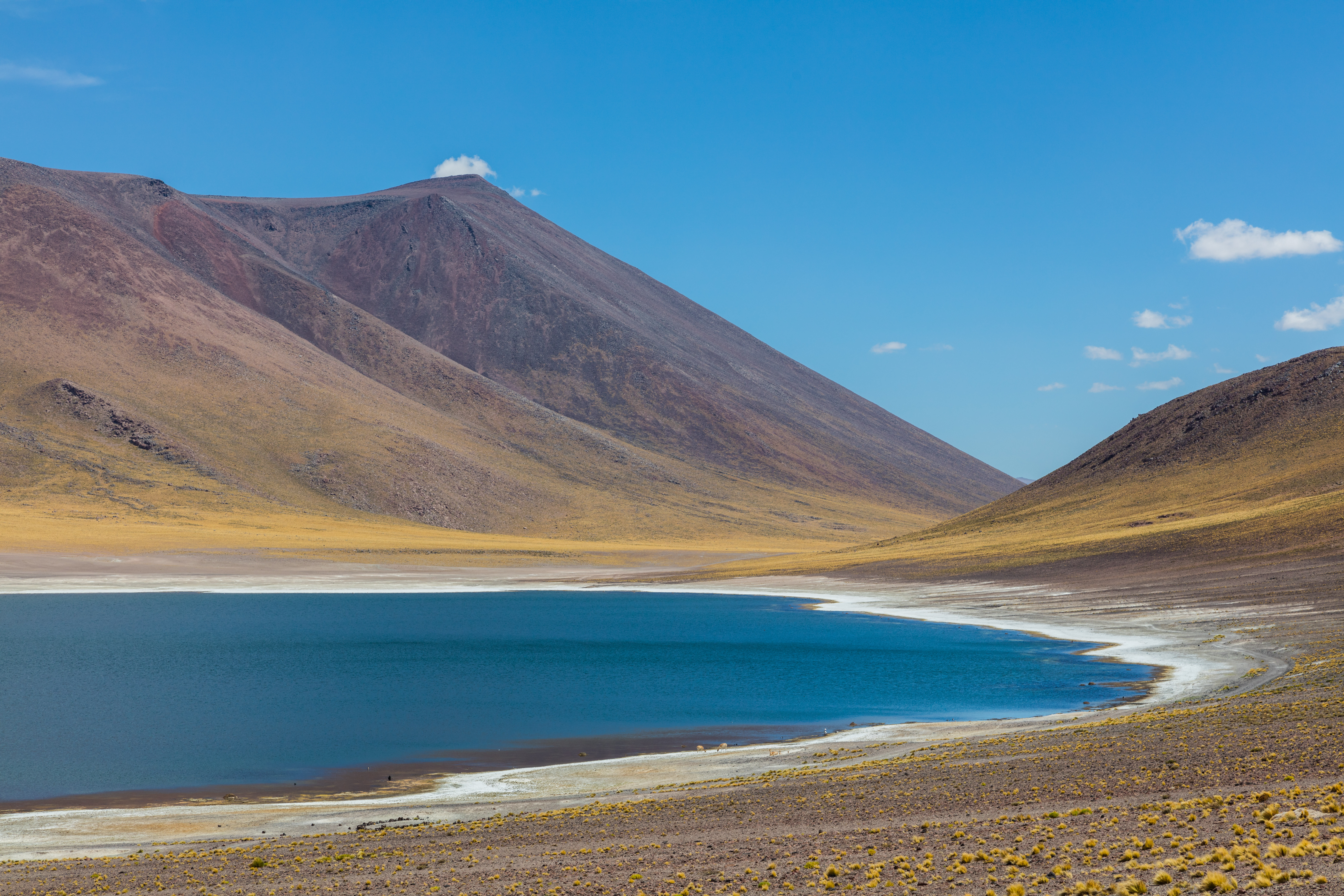
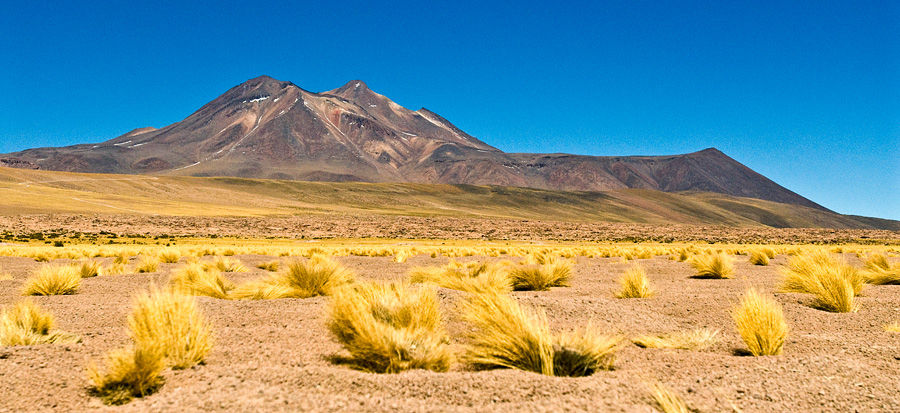
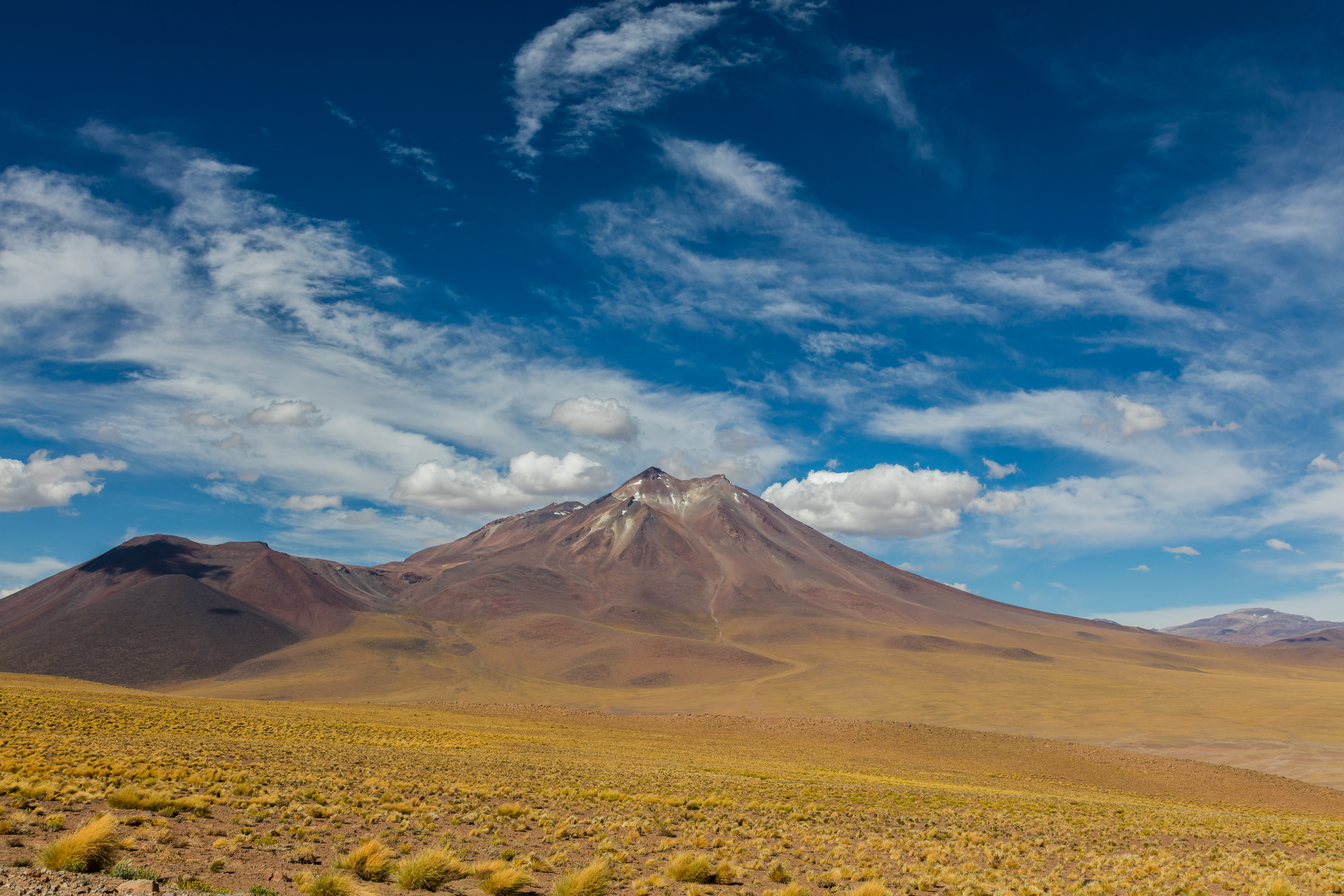